# 자기표시 가정
자기표시 가정 (自己表示假定)은 닉 보스트롬이 그의 저서인 인류학적 편향: 과학과 철학의 관측 선택 효과에서 정의한 철학적 원칙이다. 이렇게 말한다:
다른 모든 것들이 동일하다면, 관찰자는 모든 가능한 관찰자들의 집합에서 무작위로 선택되는 것처럼 추론해야 한다.

## 같이 보기
- 베이즈 추론
- 자기추출 가정
- 자기표시 가정 최후 심판의 논증
- 인류 원리